# Vida mundial ilustrada
Vida mundial ilustrada : semanário gráfico de actualidades  surgiu em 22 de Maio de 1941, em Lisboa, e teve uma considerável longevidade, terminando no final de 1946, totalizando 278 números. Da sua ficha técnica constam José Cândido Godinho, como diretor, e Joaquim Pedrosa Martins, como editor e proprietário, que apresentam o novo título como "documento vivo do que vai pelo mundo", um jornal que "pela ilustração, esclareça e informe e oriente o público - com esse poder de verdade que mais do que a palavra falada ou escrita, a imagem traduz".